# Hotel Jaja
Hotel Jaja es una serie de televisión paraguaya de género comedia. Creado por Dani Da Rosa, Enrique Pavón y Alejandro Cabral.

## Inicios
Tras la salida del programa de Hotel de Estrellas en Telefuturo ellos deciden mudarse a Trece pero con el título de Hotel Ja Ja.

## Argumento
La trama trata de una serie de eventos inesperados que le suceden a los trabajadores del Hotel, en algunos episodios logran parodiar a películas y series mexicanas como una especie de sátira hacia ellos.

## Elenco

### Protagonistas
- Enrique Pavón como Lalo[4]
- Julio “Mortero” Amarilla como Botonio[4]
- Paletita Romero como McGuiver[4]
- Luis “Pistolita” Caballero como Secre[4]
- Sifri Sanabria como Ramona[4]
- Paz Berni como Pierina[4]
- Rolando Acosta como Stigarribia[4]

### Actores secundarios
- René Giménez como Don Chori y Brocoli[4]
- Naohiro Ohtsuka como Corea
- Marcos Díaz como Machote
- Larissa Riquelme como Lala[5][4]